# Tennessee Eisenberg
Tennessee Noel Llewellyn Eisenberg (* 23. November 1984; † 30. April 2009 in Regensburg) war ein deutscher Berufsfachschüler. Nach einer Auseinandersetzung mit seinem Mitbewohner einer gemeinsamen Wohnung in Regensburg wurde Eisenberg erschossen, als er Polizeibeamten mit einem Messer gegenübertrat. Insgesamt sollen 16 Schüsse auf Eisenberg abgegeben worden sein, von denen 12 getroffen hätten, 7 davon in den Rücken. Zu einer insbesondere von den Angehörigen geforderten Anklage wegen Totschlags gegen die beteiligten Beamten kam es nicht, weil die Staatsanwaltschaft Notwehr beziehungsweise Nothilfe gegeben sah. Politik und Regensburger Polizei gerieten wegen ihres Vorgehens und der nachfolgenden Ermittlungen in die Kritik.

## Leben

### Ausbildung
Tennessee Eisenberg wurde 1984 als Sohn von Mahdy Celem und Renate Eisenberg geboren. Nach der Geburt seines Halbbruders zog seine Mutter mit ihrem Lebensgefährten und den beiden Kindern mehrmals um und ließ sich schließlich in Abensberg im Landkreis Kelheim nieder. Zum Zeitpunkt seines Todes befand sich Eisenberg in einer Ausbildung an der Berufsfachschule für Pop, Rock und Jazz music college in seinem Wohnort Regensburg.

### Tod
Am 30. April 2009 kam es im Flur der gemeinsamen Wohnung im Stadtteil Steinweg zu einer Auseinandersetzung zwischen Eisenberg und seinem Mitbewohner. Nach dessen Angaben redete Eisenberg wirr, zitterte und sagte, er sei in einem „Blutrausch“. Nach Darstellung der Staatsanwaltschaft stieß er mehrfach mit einem Küchenmesser mit 18 cm langer Klinge auf seinen Mitbewohner ein, ohne ihn jedoch zu treffen. Der Mitbewohner habe fliehen können und von einem Sonnenstudio aus die Polizei mit der Aussage alarmiert, dass Eisenberg ihn habe „abstechen“ wollen und gedroht habe, sich selbst umzubringen. Daraufhin fuhr die Polizei mit insgesamt vier Einsatzwagen zur Wohnung Eisenbergs. Drei Beamte hätten zunächst an der Wohnungstür geklopft und geklingelt, woraufhin Eisenberg mit einem Messer herausgetreten sei und die Polizisten bedroht habe.
Nachdem diese ihn gewarnt hätten, dass sie zur Not von ihren Schusswaffen Gebrauch machen würden, habe Eisenberg geantwortet: „Ja, dann schießt doch!“ und „Dann erschießt’s mich halt!“. Nachdem sowohl Pfefferspray- als auch Schlagstockeinsatz keine Wirkung gezeigt hätten, seien die Polizisten von der Treppe in den Hausflur zurückgewichen, wo Eisenberg schließlich einen der Beamten in eine Ecke gedrängt hätte. Die anderen Polizisten hätten daraufhin einen Warnschuss in die Wand abgegeben und schließlich von hinten das Feuer auf Eisenberg eröffnet. Dabei hätten sie mehrere Schüsse auf ihn abgegeben, von denen einer Eisenbergs Knie durchschlug, dieser habe jedoch keine Reaktion gezeigt. Stattdessen habe er sich mit dem Messer in der Hand schließlich den Polizisten hinter sich zugewandt, die auf ihn schossen. Alle Polizisten seien dann aus dem Hausflur in den Vorhof gelangt – mit Ausnahme des vorher von Eisenberg bedrängten Polizisten und eines der Schützen. Der Schütze habe weitere Schüsse in Eisenbergs Oberkörper abgegeben und der zuvor bedrängte Beamte in den Hof fliehen können. Dabei habe er jedoch sein Holster mit Pistole verloren. Hinter dem flüchtenden Beamten sei die Haustüre ins Schloss gefallen. Da der nun allein zurückgebliebene Schütze befürchtete, Eisenberg könnte sich der Waffe bemächtigen, habe er aus der Distanz von etwa einem Meter auf Eisenberg geschossen, woraufhin dieser zusammengebrochen sei. Insgesamt sollen 16 Schüsse auf Eisenberg abgegeben worden sein, von denen zwölf getroffen hätten, sieben davon in den Rücken.
Eisenberg wurde anschließend vom anwesenden Notarzt ins Krankenhaus Barmherzige Brüder eingeliefert, wo er eine Stunde später seinen Schussverletzungen erlag. Am 12. September 2009 wurde Eisenbergs Urne in einem Friedwald in Rieneck beigesetzt.

## Ermittlungen

### Ermittlungsverfahren
Der Leitende Oberstaatsanwalt Günther Ruckdäschel sprach in einer ersten Stellungnahme zunächst von einer „Notwehr- beziehungsweise Nothilfesituation“, aus der heraus die Beamten gehandelt hätten. Eisenbergs Familie zweifelte an dieser Version.
Thomas Tesseraux, einer der Anwälte der Familie Eisenbergs, äußerte sich zu den Ereignissen wie folgt:

„Ich denke, dass der Einsatz selbst eben relativ unkoordiniert abgelaufen ist. Dass man sich über das Problem, das zugrunde lag, dass der an diesem Tag nicht mehr er selber war und in einer psychischen Ausnahmesituation war, nahezu gar keine Gedanken gemacht hat und darauf reagiert hat; und dass bei dem Zugriff selbst mit diesen vielen Schüssen wohl auch, umgangssprachlich ausgedrückt, einiges schiefgelaufen ist.“

Ein durch Spenden an die Familie finanziertes Gutachten der Westfälischen Wilhelms-Universität in Münster ergab, dass Eisenberg „ein zerschossenes Kniegelenk und einen durchschossenen Oberarmknochen, einen Steckschuss in der Lunge sowie weitere Treffer an den Extremitäten“ erhalten habe, bevor ihn vier tödliche Schüsse in die Brust trafen. Dabei hätten sieben Schüsse das Opfer von links hinten getroffen. Zwar wurden an Eisenbergs Kleidung Spuren von Pfefferspray gefunden, jedoch nicht in seinem Gesicht. Es gab auch keine Augenrötung, was auf einen unzureichenden Gebrauch des Sprays hindeuteten könne. Auch Alkohol oder andere Drogen fanden sich nicht in Eisenbergs Körper, allerdings wurde im Gutachten dargelegt, dass Eisenberg sich in einer psychischen Ausnahmesituation befand und die erlittenen Schussverletzungen zunächst nicht zu einer Handlungsunfähigkeit führten. Die Anwälte der Hinterbliebenen argumentierten, dass Eisenberg mit derart gravierenden Verletzungen keine Gefahr für die Beamten mehr habe darstellen können, dennoch seien die tödlichen Schüsse in die Brust abgegeben worden. Auch erwähnte das Gutachten Blutspritzer in der Nähe der Haustür, die nach Ansicht von Helmut von Kietzell, Anwalt der Angehörigen, dagegen sprachen, dass Eisenberg aus einer Notwehrsituation heraus erschossen wurde.
Die Staatsanwaltschaft stellte hingegen fest, dass das Gutachten in wesentlichen Punkten die Gutachten des Landeskriminalamts, des Bundeskriminalamts und der Universität Erlangen bestätige. Sie vertrat die Ansicht, dass auch dem Münsteraner Gutachten zufolge „mit hoher Wahrscheinlichkeit“ ein Pfeffersprayeinsatz gegen das Gesicht nachgewiesen sei, dass sämtliche Schüsse Eisenberg in aufrechter Körperhaltung getroffen habe und dass die zuerst abgefeuerten Schüsse konsequent nach unten gegangen seien. Zudem hielt die Staatsanwaltschaft daran fest, dass Eisenberg trotz schwerer Verletzungen auf die Polizisten zugegangen sei und bei den letzten Schüssen nur 1 bis 1,7 Meter entfernt stand, kündigte jedoch eine Prüfung des Gutachtens an. Später teilte die Staatsanwaltschaft mit, dass auch das Gutachten der Angehörigen festhalte, dass die unterschiedlichen Ergebnisse bei der Rekonstruktion der Positionen für die Gesamtschau des Tatablaufs ohne Belang seien. Die beteiligten Polizisten hatten sich nicht zum Tatablauf geäußert.
Am 20. Oktober 2009 teilte die Staatsanwaltschaft Regensburg der Familie eine Bewertung des Privatgutachtens durch das Bayerische Landeskriminalamt mit. Dieses sei zu einer anderen Schlussfolgerung gekommen, nach der die Blutspritzer beim Abtransport Eisenbergs aus dem Wohnhaus entstanden seien. Die Anwälte der Familie zweifelten dies an, nach ihrer Meinung würde kein Verletzter mit einer pulsierenden Wunde transportiert und erklärten nach einer von der Staatsanwaltschaft veranlassten Rekonstruktion des Tathergangs am 1. Dezember 2009, dass sie inzwischen eine Anklage wegen Totschlags bzw. wegen Körperverletzung gegen zwei der beteiligten Beamten als gerechtfertigt ansehen.
Anfang November 2009 meldete der Spiegel, einer der am Einsatz beteiligten Polizisten habe in einer Zeugenaussage angegeben, bei den Schüssen auf Eisenberg habe es sich nicht um Notwehr gehandelt. Seiner Darstellung zufolge hätten die Polizisten Eisenberg nicht mit Schlagstock und Pfefferspray aufhalten können, woraufhin die ersten Schüsse gefallen seien. Weitere, letztendlich vermutlich tödliche Schüsse hätten Eisenberg erst getroffen, als bereits keine Gefahr mehr für die Polizisten bestanden habe. Die Staatsanwaltschaft erklärte dazu später, dass Eisenberg trotz eingeschränkter Mobilität in der Lage gewesen wäre, innerhalb von Sekundenbruchteilen den Polizisten zumindest schwer zu verletzen. Zudem habe einer der Polizisten seine Waffe in Eisenbergs Reichweite verloren. Der Schütze, der sich zu diesem Zeitpunkt allein im Treppenhaus befand, habe den Eindruck gehabt, Eisenberg habe dies bemerkt. Gleichzeitig erstattete ein Mann aus Nordrhein-Westfalen bei der Generalstaatsanwaltschaft München Strafanzeige gegen die beiden Polizeihauptmeister und verband diese mit der Bitte, der Regensburger Staatsanwaltschaft die Ermittlungen zu entziehen. Er begründete dies mit der Angst, die Regensburger Staatsanwaltschaft könnte in dem Fall etwas vertuschen.
Am 21. Dezember 2009 stellte die Staatsanwaltschaft fest, dass kein genügender Anlass für eine Anklageerhebung bestehe. Der Einsatz der Schusswaffen sei geboten und damit gerechtfertigt gewesen, da nach Informationslage der Polizisten „zumindest der Verdacht eines Vergehens der Bedrohung“ bestanden habe. Insbesondere hielt die Staatsanwaltschaft fest, dass aufgrund des engen und vollgestellten Treppenhauses eine Flucht des bedrohten Polizisten nicht möglich gewesen sei.
Dem Präsidenten des Polizeipräsidiums Oberpfalz zufolge sind die beteiligten Beamten auf Grund der „Anfeindungen“ emotional stark berührt, es bestünde die Gefahr der Traumatisierung und sie hätten intensiv betreut werden müssen. Dass das Verfahren hinausgezögert wurde, bezeichnete er als „Unterstellung“.

### Beschwerdeverfahren
Die Anwälte der Familie legten im Januar 2010 Beschwerde bei der Generalstaatsanwaltschaft beim Oberlandesgericht Nürnberg ein, da die Ermittlungen seitens der Staatsanwaltschaft einseitig gewesen seien. Dieser wird vorgeworfen, sowohl die „Ergebnisse der ballistischen Untersuchung“ als auch einzelne Zeugenaussagen „völlig ignoriert“ zu haben. Es sei ungewöhnlich, dass belastende Spuren und Zeugenaussagen vernachlässigt würden und die „Staatsanwaltschaft ausschließlich den Verteidigererklärungen des Beschuldigten“ folge. Der Leitende Oberstaatsanwalt erklärte, auf Basis des Grundsatzes In dubio pro reo gebe es keinerlei Widersprüche beim Geschehensablauf. Die Beschwerde wurde von der Generalstaatsanwaltschaft Nürnberg mit Bescheid vom 26. März 2010 zurückgewiesen.

### Klageerzwingungsverfahren
Die Anwälte betrieben daher als nächsten Verfahrensschritt ein Klageerzwingungsverfahren. Ein entsprechender Antrag wurde mit Schriftsatz vom 26. April 2010 gestellt. Mit Beschluss vom 19. Oktober 2010 wies das Oberlandesgericht Nürnberg den Antrag zurück, da kein genügender Anlass zur Erhebung der öffentlichen Klage gegeben sei (Aktenzeichen 2 Ws 227/10).

### Verfassungsbeschwerde
Eine Verfassungsbeschwerde der Eltern Eisenbergs gegen die Entscheidung des Oberlandesgerichts wurde mit Beschluss vom 26. Juni 2014 vom Bundesverfassungsgericht nicht zur Entscheidung angenommen (2 BvR 2699/10). Allerdings stellte das Bundesverfassungsgericht hierbei erstmals den grundsätzlichen Anspruch auf Strafverfolgung Dritter fest. Die 1. Kammer des Zweiten Senats judizierte indes im konkreten Fall, das Oberlandesgericht habe sich detailliert mit den Ermittlungsergebnissen auseinandergesetzt. Dabei seien weder lückenhafte noch tendenziöse, auf die Schonung der beschuldigten Beamten ausgerichtete Ermittlungen erkennbar geworden.

## Reaktionen der Politik
Kritisiert wurde sowohl von der Familie Eisenbergs wie auch von den Medien, dass die Politik nur zögerlich reagierte und sich zu dem Fall bedeckt hielt. Auch dass die Polizei zunächst keine personellen Konsequenzen zog, erregte Protest. Die beteiligten Beamten wurden erst Ende Juli auf öffentlichen Druck aus dem regulären Dienst in den Innendienst versetzt, jedoch ohne weitere Begründung. Der Sprecher des bayerischen Innenministeriums, Oliver Platzer, sprach jedoch ausdrücklich davon, dass es sich hierbei nicht um eine Vorverurteilung, sondern eine „Fürsorgemaßnahme“ handle. Die Deutsche Polizeigewerkschaft sprach jedoch von einer „Strafversetzung“ und einer „öffentlichen Hetze gegen die Regensburger Polizei“ seitens der Angehörigen, der Innenminister Herrmann nachgegeben habe.

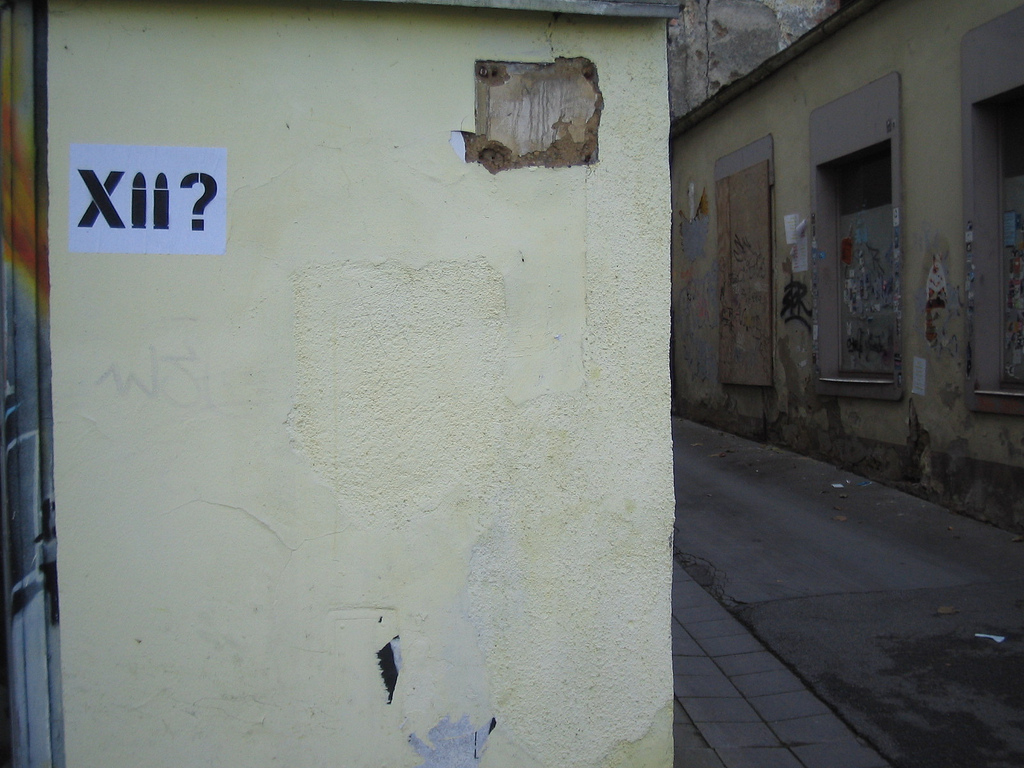
Logo der Initiative 12 Kugeln – 12 Fragen an einer Regensburger Hauswand.

Annette Ramelsberger sprach in der Süddeutschen Zeitung der Politik die Schuld dafür zu, dass die Ermittlungen derart schleppend vorangingen:

„In Berlin wären Demonstranten durch die Straßen gezogen, der Innensenator hätte sich im Untersuchungsausschuss rechtfertigen müssen. Es hätte Krawall gegeben. In Bayern aber blieb es befremdend still – bis zum heutigen Tag. Außer einigen Bannern mit der Aufschrift „12 Schüsse – 12 Fragen“, die Studenten in Regensburg aus den Fenstern hängten, ereignete sich – nichts.“

Weder die CSU noch die anderen Parteien im bayerischen Landtag hätten sonderliches Interesse für den Fall Eisenberg gezeigt, so Ramelsberger, obgleich Innenminister Herrmann eine schnelle Aufklärung angekündigt habe.
Die Vorsitzende der bayerischen FDP, Sabine Leutheusser-Schnarrenberger, sicherte nach dem zweiten Gutachten zu, sie werde den Fall zusammen mit Innen- und Justizministerium nacharbeiten, wies jedoch darauf hin, dass sich die Politik nicht in einzelne Justizangelegenheiten einmischen könne und dürfe. Beate Merk (CSU), die bayerische Justizministerin, versicherte, dass die Politik den Fall ernst nehme. Die Abgeordneten Susanna Tausendfreund (Grüne) und Margit Wild (SPD) hingegen kritisierten die bisherigen Ermittlungen. Tausendfreund kündigte einen parlamentarischen Fragenkatalog an und forderte vom Freistaat Bayern, die Kosten für das zweite Gutachten zu übernehmen. Wild hingegen sah die Polizei überfordert und sagte, sie wolle Defizite in Ausbildung und Schulung der Beamten im Landtag diskutieren. Bei einer darauf folgenden Sitzung des Innenausschusses schlossen sich CSU und FDP der Forderung der bayerischen Opposition nach einer erneuten Stellungnahme des Innenministeriums an. Innenminister Herrmann räumte am 21. April 2010 vor dem Innenausschuss des Landtags taktische Fehler ein, da kein Einsatzleiter vor Ort gewesen sei. Zugleich hielt er fest, dass auch ein Psychologe die rasche Eskalation nicht hätte verhindern können und dass „unzweifelhaft“ eine Notwehrsituation vorliege. Herrmann führt den Tod letztlich auf „unglückliche Umstände“, insbesondere das irritierende Verhalten Eisenbergs und die Enge des Treppenhauses zurück. Als Konsequenz aus dem Vorfall kündigt er an, den Einsatz von Elektroimpulswaffen zu prüfen.
Im Human Rights Report 2009, einem Bericht über die weltweite Einhaltung der Menschenrechte, den das Außenministerium der Vereinigten Staaten jährlich für den Kongress erstellt, wird der Vorfall als möglicher Verstoß gegen das Recht auf Leben aufgeführt. Der Bericht schildert kurz die Standpunkte der Staatsanwaltschaft und der Familie Eisenbergs, ohne sich eine der Positionen zu eigen zu machen.

## Rezeption
Im November 2009 demonstrierten etwa 500 Menschen vor dem Regensburger Justizgebäude und forderten ein Ende der „Scheinermittlungen“ der Staatsanwaltschaft sowie die Eröffnung eines Gerichtsverfahrens.
Michael Lissek produzierte zum Vorfall ein einstündiges Radio-Feature mit dem Titel Der Tod des Tennessee Eisenberg. Oder: Bens Liste. Im Gespräch mit Wegbegleitern Eisenbergs geht er auch auf dessen Vergangenheit ein: Er sei sensibel, ruhig und spirituell gewesen, jedoch in einer prekären Familiensituation aufgewachsen. Außerdem habe er Kontakte zu Ramtha’s School of Enlightenment und psychische Probleme gehabt. Er unterstellt der Polizei Versuche, die Darstellung der Geschehnisse manipuliert zu haben, äußert aber auch Zweifel an den Aussagen und der Glaubwürdigkeit der Familie Eisenbergs und kommt zu keinem eindeutigen Fazit.
Beim Starkbieranstich 2010 auf dem Nockherberg kritisierte Michael Lerchenberg in der Rolle des Bruder Barnabas die bayerische Polizei und erwähnte dabei auch den Fall Eisenberg mit den Worten: „Wenn in Regensburg zwei überforderte Polizisten zwölf Mal auf einen Geisteskranken schießen, davon vier Schuss wie einst beim Jennerwein von hinten, dann wird gaanz langsam ermittelt – wenn überhaupt!“
Jeweils um den Jahrestag von Eisenbergs Tod herum fanden von 2010 bis 2014 jährlich Demonstrationen in Regensburg statt, bei denen das parteiisch scheinende Verhalten der Behörden und insbesondere die Einstellung der Ermittlungen kritisiert wurde.
Auch das Regensburger Studententheater griff 2012 mit der Aufführung von zwölf zu null die Kritik an den Vorgängen in Zusammenhang mit dem Tod Eisenbergs auf.